# Victor Obinna
Victor Nsofor Obinna est un footballeur nigérian né le 25 mars 1987 à Jos. Réputé pour sa vitesse, il évolue au poste d'attaquant. Il a participé aux Coupe d'Afrique des nations 2006 , 2008 et 2010 avec l'équipe du Nigeria.

## Sélections
- 48 sélections et 12 buts avec le  Nigeria depuis 2006.

## Palmarès
| - Enyimba FC - Super League - Champion : 2005 |  | - Chievo Vérone - Série B - Champion : 2008 |

| - Inter Milan - Série A - Champion : 2009 |

- - Supercoupe d'Italie de football
    - Champion : 2008